# Tiegelzange

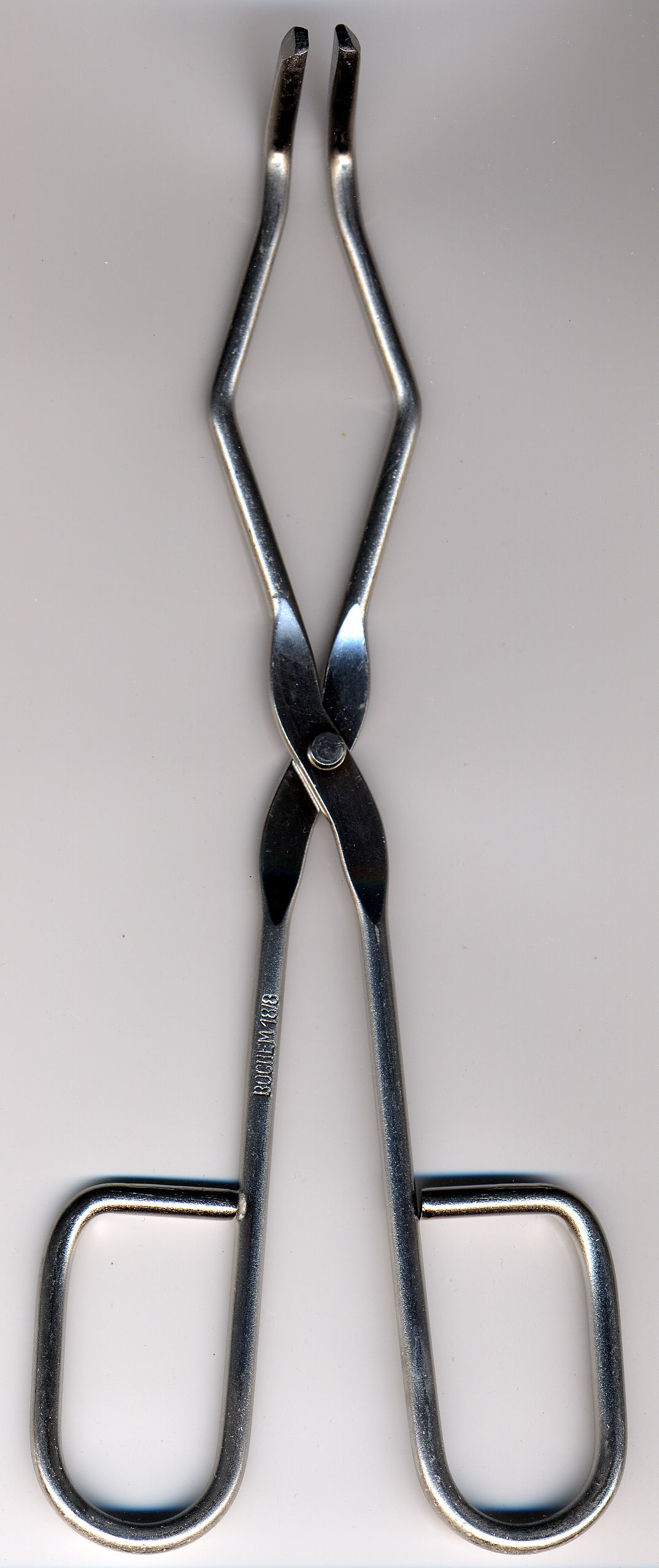
Tiegelzange aus Metall

Die Tiegelzange (auch Bauchzange) ist ein Werkzeug, das zum Fassen von Schmelztiegeln und ähnlich geformten Gegenständen benutzt wird. Sie wird aus Messing, Nickel oder Stahl hergestellt. Die greifenden Teile an den Vorderenden sind halbkreisförmig geformt und gegeneinander gerichtet, sodass sie beim Schließen der Zange einen Kreis bilden. Mit der Bauchzange kann man Tiegel sicher umfassen und halten, Metalle beim Glühen halten oder ähnliche Arbeiten durchführen.
Tiegelzangen werden im chemischen Labor benutzt.